# Heinrich Scheel
Heinrich Karl Scheel (en letón: Heinrihs Kārlis Šēls; 17 de mayo de 1829 - 13 de abril de 1909) fue un arquitecto alemán del Báltico que vivió y trabajó en Riga, Letonia. Es considerado uno de los mayores arquitectos de Riga del siglo XIX y diseñó más de 40 edificios públicos y privados ahí.

## Biografía
Heinrich Scheel nació el 17 de mayo de 1829 en Hamburgo. En 1847, empezó sus estudios en la Academia de Artes de San Petersburgo. Después de su graduación en 1851 se hizo asistente del arquitecto y profesor de la academia Ludwig Bohnstedt. En 1853, Scheel supervisó la construcción del edificio del Gran Gremio de Riga (arquitecto K. Beine). Entre 1860 y 1862 él, junto con F. Hess, supervisó la construcción del Primer Teatro Alemán de Riga (arquitecto Ludwig Bohnstedt). En 1862 Scheel se convirtió en conferenciante en la Academia de Artes de San Petersburgo aunque su lugar de trabajo principal era Riga.
En la segunda mitad del siglo XIX Heinrich Scheel diseñó edificios en Riga, Ventspils y también en Estonia. También restauró muchas salas del Palacio de Jelgava. En 1899 él, junto a Friedrich Scheefel, crearon su propio despacho de arquitectos Scheel&Scheefel que se convirtió en uno de los pioneros de la arquitectura Art Nouveau en Riga.
Heinrich Scheel murió el 13 de abril de 1909 en Riga y está enterrado en el Gran Cementerio de Riga.

## Arquitectura
Heinrich Scheel trabajó mayormente en estilo ecléctico. La mayoría de sus edificios están diseñados en formas neorrenacentistas, pero también usó el estilo neogótico o la mezcla de ambos. A principios del siglo XX era uno de los primeros arquitectos que empezaron a trabajar en estilo Art Nouveau.

## Galería

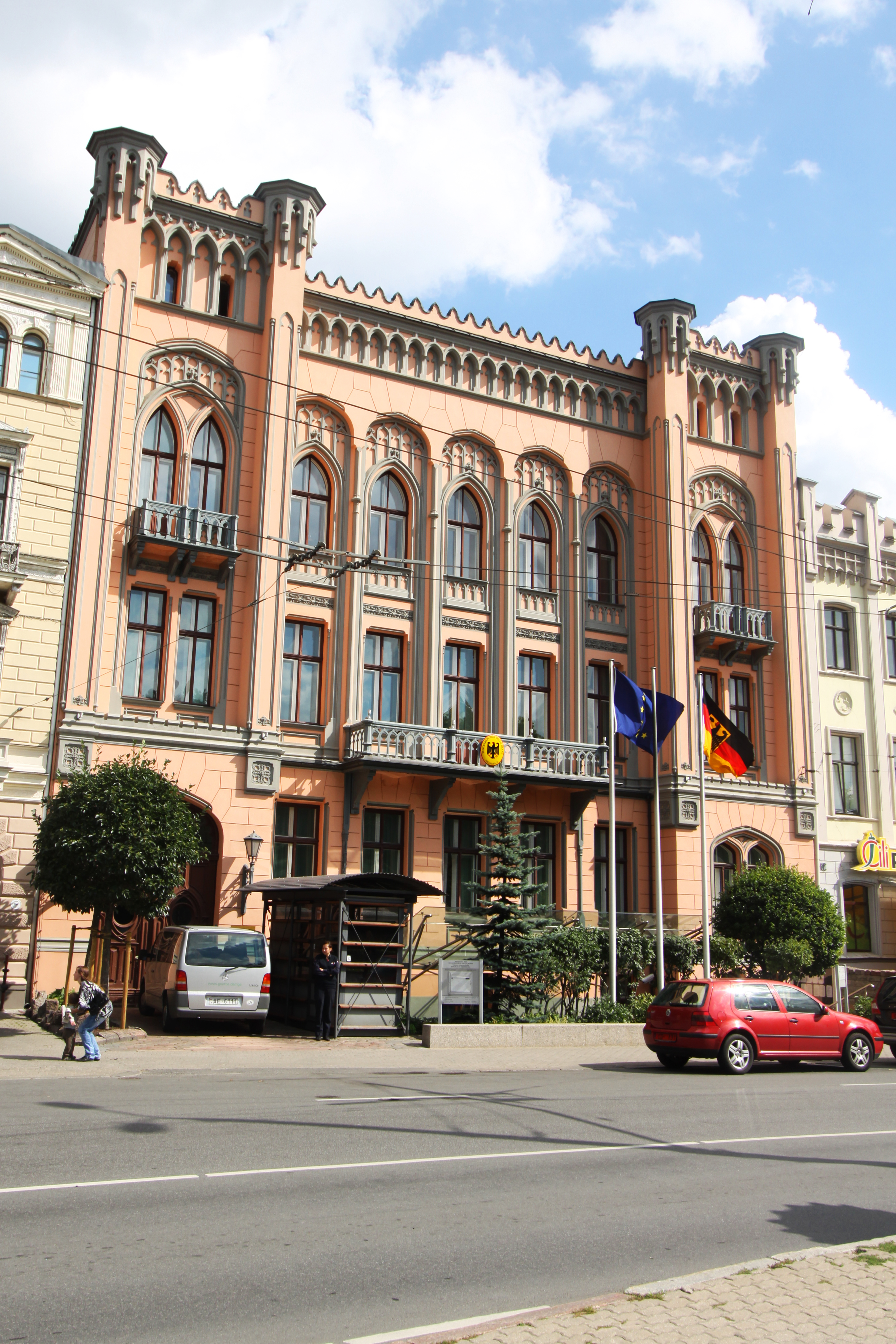
Edificio en Raiņa Blvd. en Riga. Hoy Embajada de Alemania.
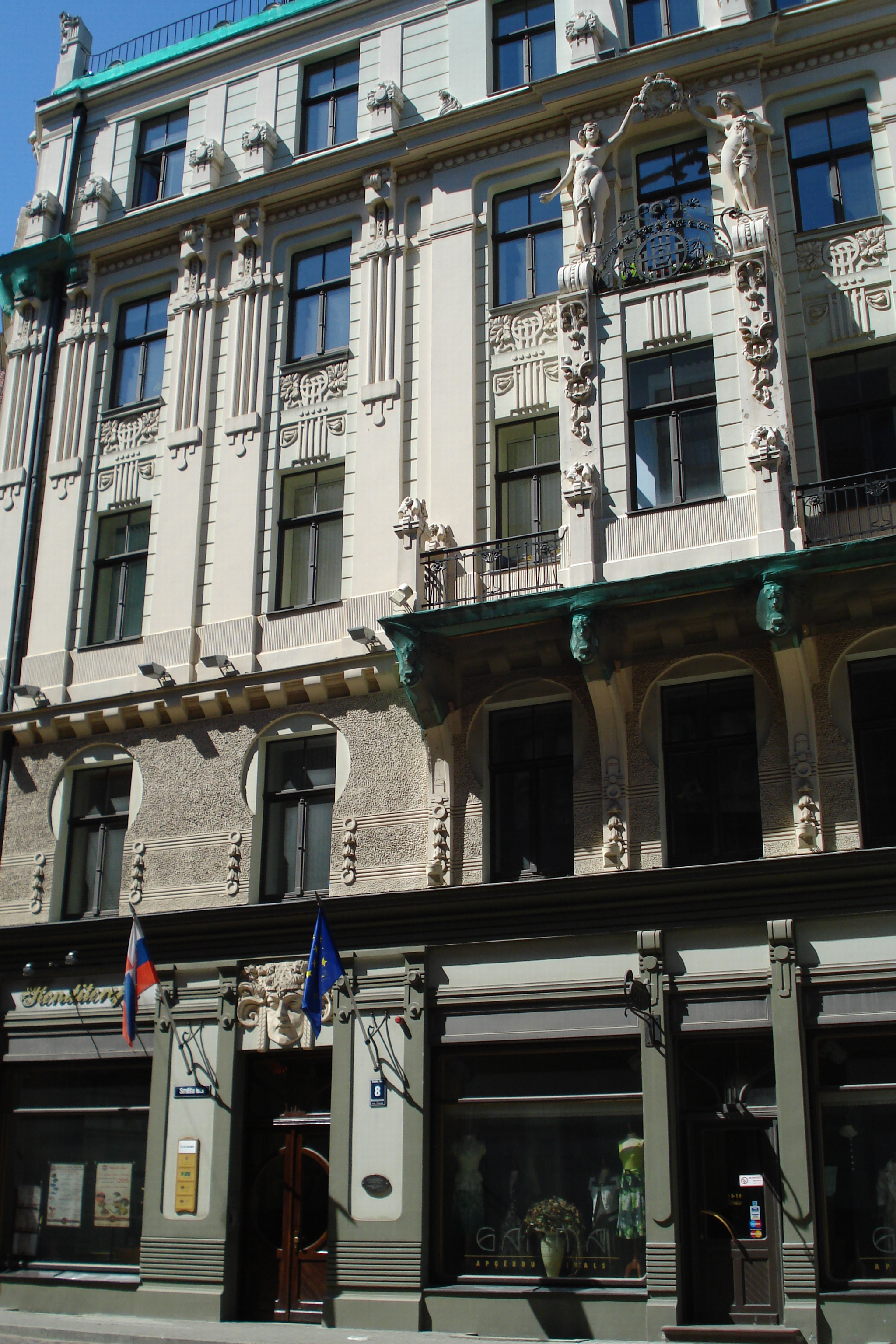
Edificio en la calle Smilšu 8a en la Antigua Riga, construido en 1902. Hoy Embajada de Eslovaquia.
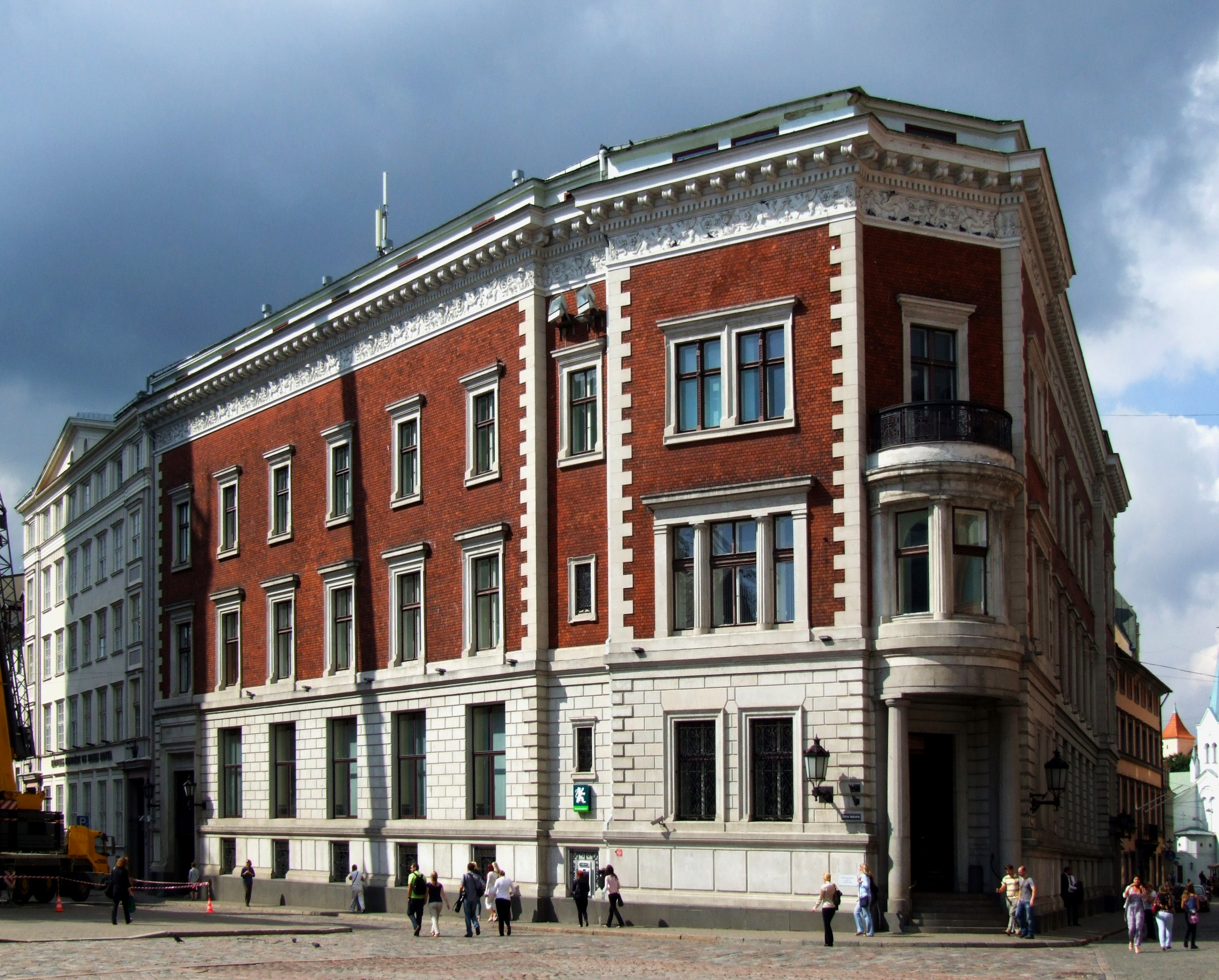
Banco en la Plaza del Domo, Riga. Construido en 1887
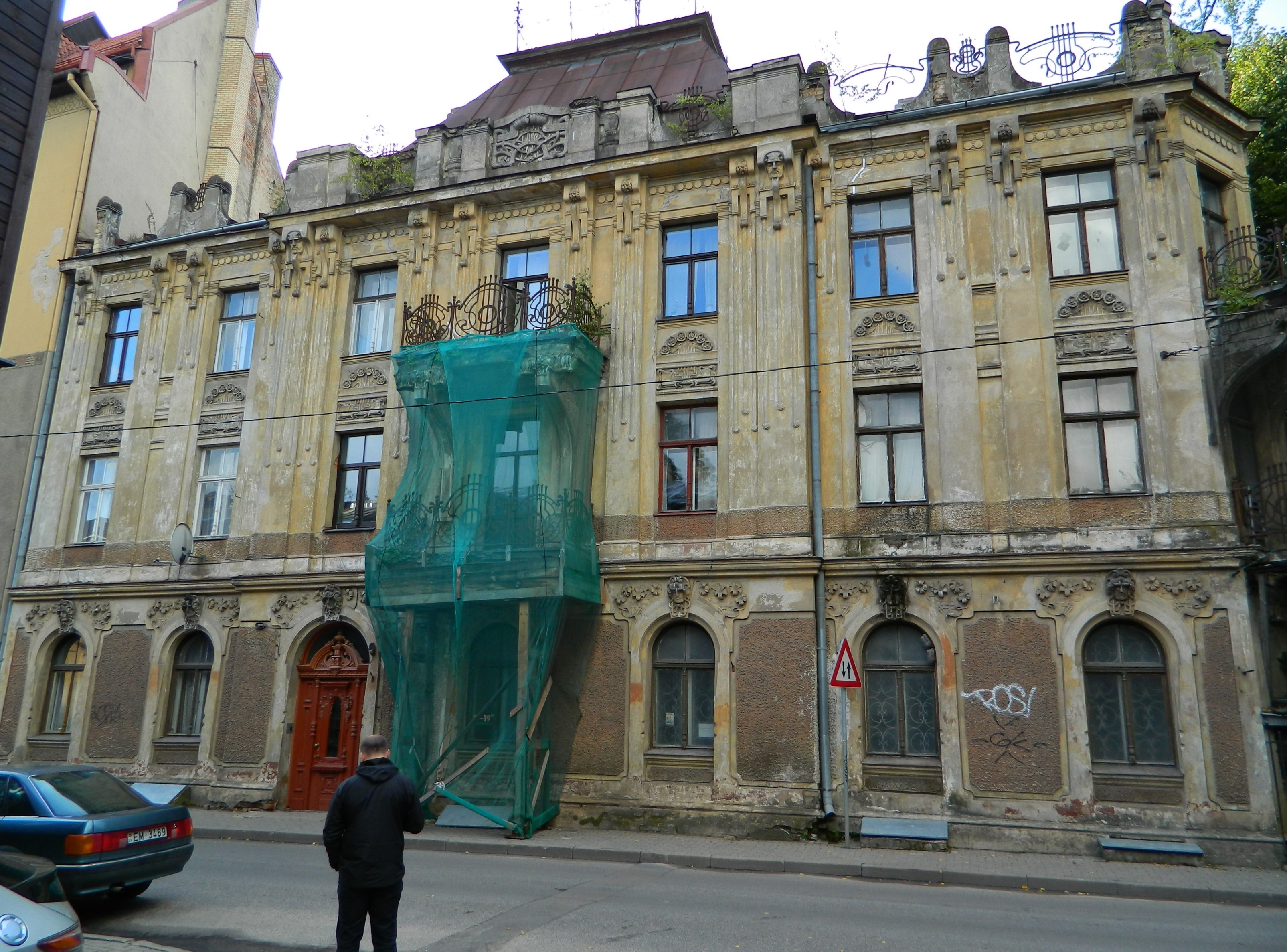
Edificio en la calle Nometņu 45, Riga, construido en torno a 1903. Junto con F. Scheefel.
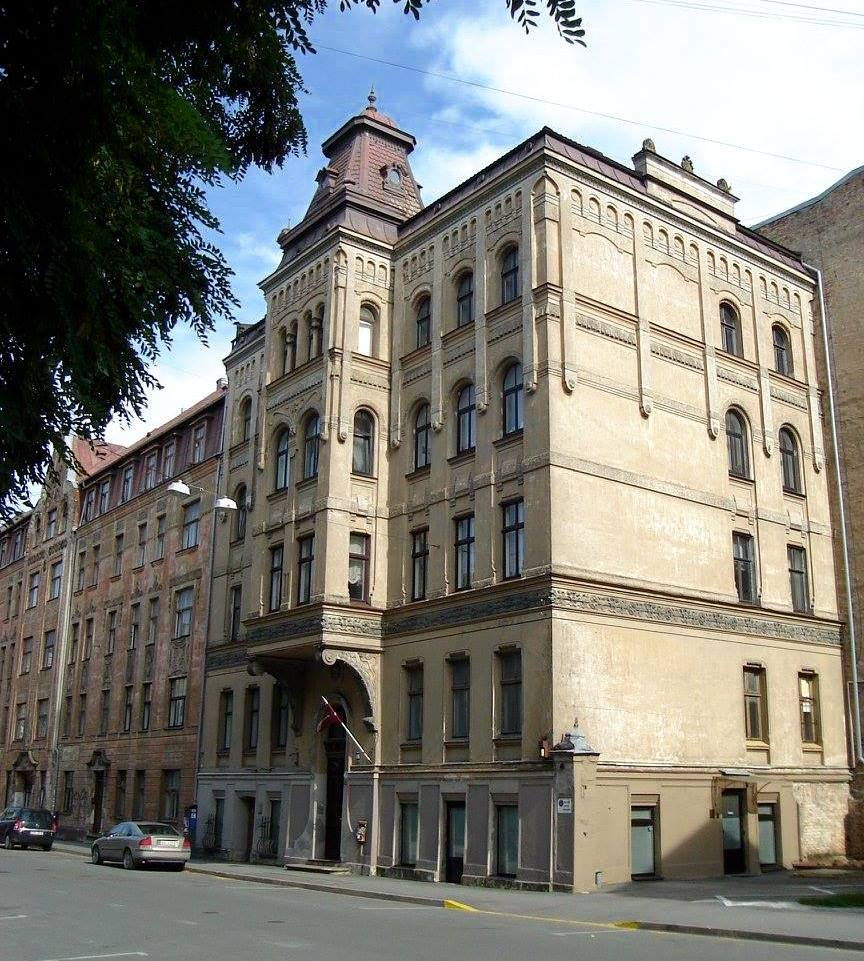
Edificio en la calle Tērbatas 86 (junto con F. Scheefel), Riga. (1900).
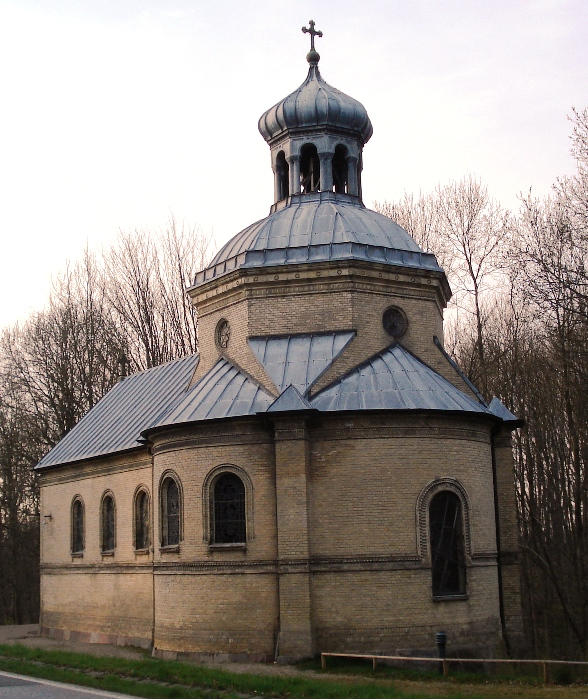
Kapelle Sophienhof en Schellhorn, Alemania.